# رمزی نصر
رمزی نصر (انگلیسی: Ramsey Nasr؛ زادهٔ ۲۸ ژانویهٔ ۱۹۷۴) نویسنده، شاعر و بازیگر اهل هلند است.
از فیلم‌هایی که وی در آن‌ها نقش داشته است، می‌توان به خولتسیوس و پلیکان کامپنی اشاره نمود.